# Ivan Koblers torg
Ivan Koblers torg (kroatiska: Trg Ivana Koblera) är ett torg i Rijeka i Kroatien. Det är uppkallat efter den lokale advokaten och historikern Ivan (Giovanni) Kobler och är beläget i Gamla stan. Det ligger mellan Stadstornet och det forna stadshuset Palac Komuna och präglas av butiker och kaféer.   

## Historik
Ivan Koblers torg är Gamla stans huvudtorg och spår sina rötter från medeltiden. Torgets tidigaste kända (italienska) namn är Piazza del Comune (Kommuntorget), i folkmun kallat Piazza (Pjaca) med betydelsen 'Torget'. Det ursprungliga torget var trängre än dagens torg. Den norra delen dominerades tidigare av en byggnad kallad Herrarnas slott och vid den östra delen låg de ofrälses viktigaste kyrka och kyrkogård. I söder fanns en öppen yta, ett torg, som vette mot den forna stadsmuren och havet utanför. Torget utgjorde den medeltida stadens politiska och kommersiella kärna och det var vid detta torg som medborgarna tog del av den jourhavande stadsutroparens påbud och nyheter samt bytte varor och tjänster. Av de medeltida byggnaderna och strukturerna vid torget finns inte mycket kvar. 
Stadens tidigare huvudtorg skulle med tiden förlora sin historiska roll. På befallning av den österrikiske kejsaren Josef II revs de gamla stadsmurarna som tidigare omslöt Gamla stan och vallgraven framför dem fylldes igen. År 1780 påbörjades anläggandet av gågatan Korzo där nya representativa byggnader uppfördes. Den moderna staden expanderade sedan på torrlagd mark väster om Gamla stan. År 1838 flyttade stadsförvaltningen från det gamla stadshuset Palac Komuna till Municipalpalatset. Torget förlorade därefter sin politiska betydelse. Korzo blev stadens nya pulsåder och det forna huvudtorget intog rollen som marknadstorg med försäljning av frukt och grönsaker. Det kallades då av denna anledning för Piazza delle Erbe (Örternas torg). 
Efter Österrike-Ungerns upplösning år 1918 uppstod en politiskt dispyt om herraväldet över Rijeka (då officiellt känt under sitt italienska namn Fiume). Både Italien och den nyskapade staten Serbernas, kroaternas och slovenernas kungarike (från år 1929 kallat Jugoslavien) gjorde anspråk på den multikulturella men övervägande italiensktalande staden. 1900-talets politiska turbulens mynnade i att det då fascistiska Italien annekterade staden år 1924. Sedan Italien kapitulerat år 1943 ockuperades Rijeka av det med den Oberoende staten Kroatien allierade Nazityskland vilket ledde till att de allierade flygbombade Rijeka åren 1944–1945. I dessa flygbombningar raserades flera byggnader vid torget. Kriget avslutades år 1945 och efter Parisfreden år 1947 införlivades Rijeka med delrepubliken Kroatien i Jugoslavien. Torget restaurerades och nya byggnader uppfördes vid och kring det.
Åren 2014–2015 genomgick torget en omfattande restaurering. Det tidigare asfalterade torget fick då bland annat en ny markbeläggning bestående av gatsten samt gatubelysning. Den centrala fontänen "Stari kolodrob" (Gamla papperskvarnen), ett verk från år 1974 av arkitekten Igor Emili tillägnat stadens papperstillverkningsindustri, restaurerades samtidigt. I samband med arbetena utfördes även arkeologiska utgrävningar på torget. I utgrävningarna påträffades resterna efter ett bostadshus (ett så kallat insula) från nollhundratalet liksom flera föremål, däribland antika mynt, amforor och keramiska föremål från det romerska Tarsatica, det moderna Rijekas föregångare. Vid invigningsceremonin placerades en minnestavla för Ivan Koblar (efter vilken torget är uppkallat) på en byggnad som ligger på platsen för det hus som Koblar växte upp i.                   